# Brass (Brettspiel)
Brass ist ein Brettspiel von Martin Wallace, das thematisch im England der Industriellen Revolution angesiedelt ist. Ziel des Spiels ist es, durch den Bau von Kohleminen, Baumwollfabriken, Häfen, Schiffswerften, Kanälen und Eisenbahnstrecken die meisten Siegpunkte zu erhalten. Das Spiel erstreckt sich über zwei historische Perioden (Kanal- und Eisenbahnära). Die Aktionen, die dem Spieler zur Verfügung stehen, werden über einen Kartenmechanismus bestimmt.

## Veröffentlichungen

### Brass/Kohle: Mit Volldampf zum Reichtum(2007)
Brass erschien zuerst 2007 bei Warfrog (später: Treefrog Games), dem eigenen Verlag des Autors in einer zweisprachigen (englisch/deutsch) Auflage. Eine reine deutsche Version erschien unter dem Namen Kohle: Mit Volldampf zum Reichtum 2008 bei Pegasus Spiele.

### Brass: Lancashireund NachfolgerBrass: Birmingham(2018)
Im Jahr 2017 startete der kanadische Verlag Roxley Games eine Kickstarter-Kampagne für die Finanzierung einer Neuauflage des Spiels. Gleichzeitig wurde der Nachfolger Brass: Birmingham angekündigt. Um Verwechslungen zu vermeiden, wurde der Name des ursprünglichen Brass zu Brass: Lancashire geändert. Die Neuauflage weist eine komplett überarbeitete grafische Gestaltung auf und kommt mit verbessertem Spielmaterial. Die Regeln wurden in wenigen Punkten angepasst, u. a. basierend auf Auswertung von Partien einer Online-Plattform. Es wurde auch eine von der Fangemeinde entwickelte 2-Spieler-Variante angepasst und in das offizielle Regelwerk aufgenommen.
Die Crowdfunding-Kampagne war mit einer Finanzierungssumme von ca. 1,7 Mio. kanadischen Dollar (ca. 1,1 Mio. Euro) erfolgreich, so dass beide Spiele 2018 erschienen, jeweils in Deluxe- sowie normalen Einzelhandelsversionen.
Der Nachfolger Brass: Birmingham wurde neben Martin Wallace auch von Matt Tolman und Gavan Brown entwickelt. Er spielt thematisch in der namensgebenden Region und folgt denselben Grundregeln. Neben Kohle und Eisen gibt es nun eine dritte Ressource, Bier, und einen variableren Spielaufbau, so dass die Komplexität und der strategische Anspruch noch etwas höher liegen als beim Vorgänger.
In einem Forumsbeitrag vom 11. Dezember 2021 bestätigte Gavan Brown, dass an einem weiteren Teil der Serie gearbeitet werde. Im Januar 2024 wurde der neue Brass Teil als nächstes Kickstarter Projekt für das 4. Quartal angekündigt. Thema und Name sind bisher nicht bekannt.

## Auszeichnungen
Brass: Lancashire
- 2007: Jogo do Ano
- 2007: Meeples’ Choice Award

Brass: Birmingham
- 2018: Golden Geek Best Strategy Board Game[4]
- 2018: Board Game Quest Awards Best Production Values[5]
- 2018: Meeples’ Choice Award[6]
- 2018: The Golden Elephant Award Best Heavy Board Game[7]
- 2018: The Golden Elephant Award People's Choice[8]
- 2020: Gra Roku Advanced Game of the Year[9]
- 2020: Gra Roku Game of the Year[10]
- 2021: Beeple Award

## Rezeption
Brass: Lancashire hatte 2024 auf BoardGameGeek eine Wertung von 8,2.
Brass: Birmingham hatte 2024 auf BoardGameGeek eine Wertung von 8,6 und wurde 2024 in der Brettspielrangliste der Seite auf Platz 1 geführt.